# Spoorlijn Sande - Wilhelmshaven Süd
De spoorlijn Sande - Wilhelmshaven Süd is een Duitse spoorlijn, die als spoorlijn 1550 onder beheer staat van DB Netze.

## Geschiedenis
Sinds 1870 had de marinewerf in Wilhelmshaven reeds een eigen spoornet van zo'n 200 km lengte. De werf verzorgde met eigen materieel het personenvervoer van en naar de voorsteden Altengroden, Fedderwardergroden en Voslapp van arbeiders werkzaam op de werf. Na de Tweede Wereldoorlog ging de exploitatie van de lijn over naar de Deutsche Bundesbahn omdat de oorlogsschade aan het reguliere openbaar vervoernet van de Wilhelmshaven-Rüstringer Straßenbahn dusdanig groot was dat deze niet langer gebruikt kon worden.
In 1961 werd het personenvervoer opgeheven. Goederenverkeer heeft nog plaatsgevonden tot 1964 tussen Wilhelmshaven Süd en de Friedrich-Wilhelm-Platz. Thans is alleen nog het gedeelte tussen Sande en Wilhelmshaven Süd in gebruik.